# OHALO-College

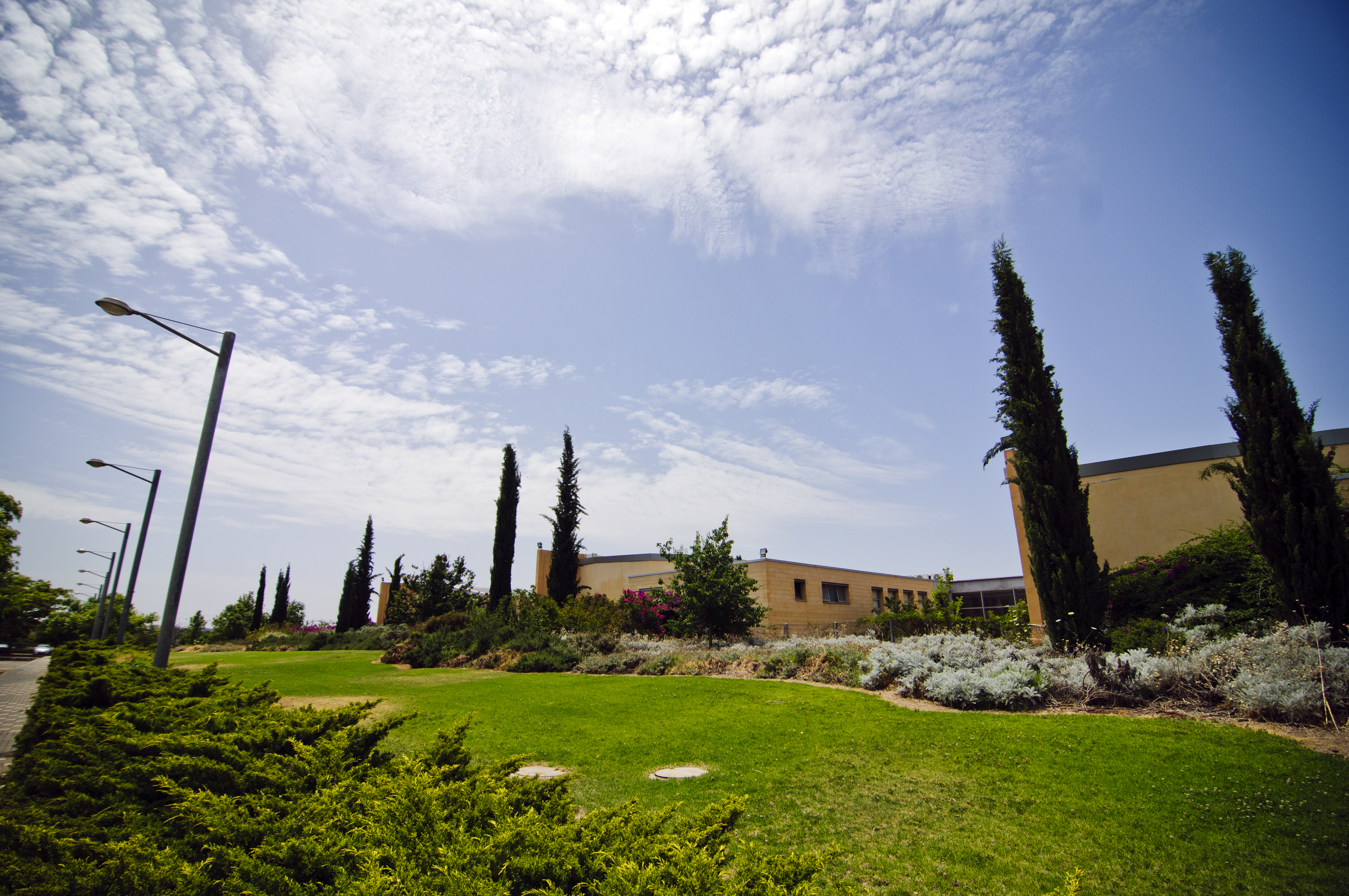

Das Ohalo-College ist eine wissenschaftliche Hochschule für Kindergartenpädagogik, Grundschulpädagogik, Sportwissenschaft und Weinbau in Katzrin auf den von Israel besetzten Golanhöhen. Zur Hochschule gehört eine Wassersportabteilung am See Genezareth südlich von Tiberias.
Die Hochschule wurde 1964 in der Nähe des Kibbuz Kvutzat Kinneret gegründet. Nachdem 1977 die Siedlung Katzrin auf den Golan-Höhen errichtet worden war, wurde die Hochschule 1988 dorthin verlegt.
2010 wurde die Hochschule um eine Abteilung für nachhaltige Entwicklung und erneuerbare Energien erweitert.
Die Hochschule hat ungefähr 2000 Studenten aus Israel. Die Abteilung für Sportwissenschaft hat im Bereich des Wassersports mehrere Olympiateilnehmer hervorgebracht.